# チェスティー・モーガン
チェスティー・モーガン（Chesty Morgan、出生名サラ・ワイス/イラナ・ワイス（Sarah Wajc/Ilana Wajc）、ポーランド出身、1937年10月15日 - ）は、ドリス・ウィッシュマン監督の過激なセクスプロイテーション映画での主演で最も有名な超巨乳女優、バーレスクダンサー。「チェスティ・モーガン」という表記もみられる。多くの現代の映画スターとは異なり、モーガンの73インチ（約185cm）の胸は豊胸手術によって増量されたものでは無かった。彼女は「世界一巨大な自然の胸」を持つ女性として喧伝されていた。

## 生い立ち
ポーランドのワルシャワ近郊で育ち、ポーランド侵攻後にユダヤ人の両親をナチスに殺され孤児となった。イスラエルに送られた彼女は、キブツに行き着くまで孤児院を転々とした。

## 経歴
1950年代後半にアメリカ合衆国に移住し、1965年に夫が亡くなった後に1970年代初頭からZsa Zsaという名前でストリッパーとしてのキャリアを開始した。あるナイトクラブのオーナーは、彼女を「チェスティー・モーガン」と呼ぶように提案した。腰から下は脱ぐことはなく、伝統的なバーレスクのファッションでストリップと同様に焦らしを重視していた。彼女は胸が本物なのか確かめさせるためにステージ近くの男たちに胸の先端を触らせた疑いで時折逮捕された。
巨大な胸を持つ現代のアダルト・エンターテインメント・スターの多くとは異なり、モーガンの胸はインプラントで豊胸されたものでは無かった。1988年版の『Guinness Movie Facts & Feats』によると、彼女のバストサイズは映画スターとしては史上最大の記録である。
1974年にドリス・ウィッシュマンの2本の映画『デッドリー・ウェポン』と『ダブル・エージェント73』に主演した。1976年のフェデリコ・フェリーニ監督の『カサノバ』のバルバリーナ役で撮影はされたものの出演シーンはカットされた。
ウィッシュマンのチェスティー・モーガン映画からの抜粋が、ジョン・ウォーターズ監督の1994年の映画『シリアル・ママ』で使われている。ウォーターズはまた、実現しなかった『ピンク・フラミンゴ』の続編、『Flamingos Forever』の脚本において、彼女のために役を用意していた。

## 私生活
1957年、アメリカ人のジョセフ・ウィルシュコフスキーと結婚し、ニューヨークに移住した。ウィルシュコフスキーは1965年、27歳の時にブルックリンの強盗に殺害された。当時2人の娘エヴァは4歳、ライラは4カ月だった。1974年、モーガンはナショナルリーグ野球審判のディック・ステローと結婚した。二人は1979年に離婚したが、1987年にステローが交通事故で亡くなるまで友人関係は続いた。1984年に長女エヴァも交通事故で死去。

## 引退
モーガンがストリッパーとして最後にパフォーマンスを披露したのは、1991年の湾岸戦争第一夜、ヒューストンでのことだった。引退以来、彼女はフロリダ州タンパ湾に住んでいる。

## 主な出演作
- 1974年：『デッドリー・ウェポン』 - クリスタル（Zsa Zsa名義、ハリー・リームスと共演）
- 1974年：『ダブル・エージェント73』 - ジェーン
- 1976年：『カサノバ』 - バルバリーナ（出演シーンはカットされた）